# كال نيلسون
كال نيلسون (بالسويدية: Carl Nilsson)‏ هو عداء مراثوني سويدي، ولد في 18 مايو 1888 في ستوكهولم في السويد، وتوفي في 23 يونيو 1915 في غوتنبرغ في السويد.

## وصلات خارجية
- كال نيلسون على موقع أوليمبيديا (الإنجليزية)
- كال نيلسون على موقع اللجنة الأولمبية السويدية (السويدية)